# Ophiomorus raithmai
Ophiomorus raithmai — вид сцинкоподібних ящірок родини сцинкових (Scincidae). Мешкає в Індії і Пакистані.

## Поширення і екологія
Ophiomorus raithmai мешкають на північному заході Індії (Гуджарат, Пенджаб, Раджастхан) та на південному сході Пакистану. Вони живуть в піщаній пустелі Тар, серед піщаних дюн, слабо порослих рослинністю.